# Tympanocryptis lineata
Espèce
Synonymes
- Tympanocryptis karumba Wells & Wellington 1984

Statut de conservation UICN

 LC  : Préoccupation mineure
Tympanocryptis lineata est une espèce de sauriens de la famille des Agamidae.

## Répartition
Cette espèce est endémique d'Australie. Elle se rencontre en Australie-Occidentale, en Australie-Méridionale, au Territoire du Nord, au Queensland, en Nouvelle-Galles du Sud et au Victoria.

## Liste des sous-espèces
Selon NCBI (22 avril 2014) :
- Tympanocryptis lineata lineata Peters, 1863
- Tympanocryptis lineata macra Storr, 1982

## Étymologie
Le nom spécifique lineata vient du latin lineatus, rayé, en référence à l'aspect de ce saurien.

## Publications originales
- Peters, 1863 : Eine Übersicht der von Hrn. Richard Schomburgk an das zoologische Museum eingesandten Amphibien, aus Buchsfelde bei Adelaide in Südaustralien. Monatsberichte der Königlich Preussischen Akademie der Wissenschaften zu Berlin, vol. 1863, p. 228-236 (texte intégral).
- Storr, 1982 : Taxonomic notes on the genus Tympanocryptis Peters (Lacertilia: Agamidae). Records of the Western Australian Museum, vol. 10, no 1, p. 61-66 (texte intégral).